# Криміналістичне спостереження
Криміналістичне спостереження — це спосіб збору та реєстрації криміналістичної інформації шляхом цілеспрямованого сприйняття об'єкта, для отримання доказів, які самостійно або в сукупності з іншими доказами можуть мати суттєве кримінально-правове значення.
Відповідно до норм Кримінального процесуального кодексу України об'єктами криміналістичного спостереження можуть бути: особа, місце, річ, труп та явище.
Криміналістичне спостреження спрямоване на відшукування та встановлення в об'єкті спостереження суттєвих деталей, сторін, характеристик (ознак, особливостей, властивостей, якостей), процесів, їх сутності, сенсу та специфічних змін.
Криміналістичне спостереження, можна класифікувати залежно від:
1) ступеня цілеспрямованості:
— ненавмисне (мимовільне) — у слідчого немає заздалегідь поставленої мети, відсутня вольова активність, процес сприйняття залежать від яскравості подразників, їх контрасту, інтенсивності;
— навмисне (довільне) — залежить від ступеню розвиненості криміналістичної спостережливості. Криміналіст або слідчий ставить мету, докладає певних вольових зусиль, щоб краще реалізувати намір, довільно та цілеспрямовано обирає об'єкти сприйняття, місце та тривалість спостереження;
2) тривалістю:
— довготривале — тривале зосередження уваги на об'єкті сприйняття (при цьому копітко спостерігається його початок, розвиток і завершення, усі його ознаки та деталі);
— короткочасне — нетривале зосередження уваги на об'єкті сприйняття (при цьому спостерігачеві відкриваються явища та процеси, які викликані певною ситуацією. Однак, висновки такого спостереження можуть бути хибними);
3) умов його організації:
— польове — спостереження за об'єктом в природних для нього умовах функціонування;
— лабораторне — спостереження в умовах, які штучно створені (застосовують при проведенні впізнання, слідчого експерименту тощо);
4) місця знаходження спостерігача:
— включене — слідчий спостерігає за усіма її учасниками слідчо-оперативної групи підчас здійснення професійних функцій;
— невключене — слідчий є зовнішнім спостерігачем, він перебуває поза дослідним процесом чи явищем, знаходиться на достатній відстані від нього (наприклад, негласне візуальне спостереження за особою);
5) мети:
— пошукове — для пошуку фактів, що уточнюють та розширюють суть явища або події та мають або можуть мати кримінально-правове значення;
— дослідницьке — для дослідження особливостей, закономірностей об'єктів спостереження;
— статистичне — для збирання даних про певні об'єкти спостереження, з метою їх кількісно-якісного висвітлення;
— вузькоспеціалізоване — для пошуку у об'єкті спостереження певної ознаки, особливості, властивості;
6) ступеня відкритості:
— гласне — від об'єктів спостереження не приховується, що за ними спостерігають;
— негласне — не повідомляється особі, проводиться у відповідності до норм законодавства (негласне спостереження за особою, яка має намір або підозрюється у намірі скоїти тяжкий або особливо тяжкий злочин);
7) регулярності:
— систематичне — постійне спостереження (наприклад, за розвитком злочинного явища);
— епізодичне (вибіркове) — спостереження через деякі проміжки, тобто час від часу за необхідністю;
8) характеру реєстрації даних:
— констатуюче — з чіткою фіксацією фактів; деталей, сторін, характеристик (ознак, особливостей, властивостей, якостей);
— оцінююче — з порівнянням фактів; деталей, сторін, характеристик (ознак, особливостей, властивостей, якостей) за ступенем їхньої виразності в певному діапазоні, при цьому використовується шкала рейтингу;
9) характеру сприйняття:
— суцільне — слідчим звертається увага в однаковій мірі на всі доступні для спостереження факти; деталі, сторони, характеристики (ознаки, особливості, властивості, якості), процеси;
- вибіркове — слідчого цікавлять лише певні параметри об'єктів спостереження, тобто деякі процеси, факти, деталі, сторони, характеристики (ознаки, особливості, властивості, якості);
10) способу проведення:
— візуальне — зорове сприйняття об'єктів спостереження;
— за допомогою технічних засобів — мікроскопів чи інших оптичних приладів, електронної техніки, електронно-оптичних перетворювачів, рентгенівських установок, засобів ультразвукового зондування, лазерної техніки та ін.). У сучасній слідчій (розшуковій) та експертній діяльності спостереження здійснюється переважно із застосуванням технічних засобів;
11) рівня формалізації:
— структуроване — що проводиться за заздалегідь розробленим детальним планом, в якому може визначатися, наприклад, об'єкт спостереження, місце проведення криміналістичного спостереження, необхідний час для проведення спостереження тощо;
— неструктуроване — що будується на основі загальних понять про проведення с криміналістичного спостереження (фіксуються усі зміни, що відбуваються).
Криміналістичне спостереження має такі психологічні властивості:
цілеспрямованість — слідчий чітко усвідомлює, що треба сприймати та з якою метою;
вибірковість — виходячи з чітко поставленої мети, слідчий виділяє певний фрагмент, який треба вивчати;
планомірність — передбачає наявність плану та програми спостереження, це сприяє підвищенню ефективності дослідження ознак, які мають або можуть мати кримінально-правове значення;
систематичність — послідовність сприйняття, що дозволяє з достатньою достовірністю відрізнити випадкове від типового, закономірного;
аналітичність — передбачає не лише констатацію фактів, але й їх пояснення, виявлення їхніх причинно-наслідкових зв'язків, їхньої природи; знаходження просторово-предметного єдності;
оціненість — дозволяє виключити помилки пам'яті, зменшити тим самим суб'єктивізм висновків і узагальнень;
конкретність — сприяє чіткому та недвозначному позначенню того, що спостерігається, а також однаковості можливих інтерпретацій.